# Conjunt de Mas Parera i Can Salvi
El Conjunt de Mas Parera i Can Salvi és una obra de Santa Susanna (Maresme) protegida com a bé cultural d'interès local.

## Descripció
Conjunt de dues masies amb els murs fets amb maçoneria i arrebossats i amb la coberta a dues aigües de teula àrab. A Mas Parera queden alguns element agraris i un pou. A la façana principal hi ha un rellotge de sol.
A Can Salvi es conserva al pati un safareig i un pou. A una de les façanes es conserva una finestra d'estil renaixentista tapiada.

## Història
Aquestes dues masies probablement pertanyien al proper mas Can Ratès.